# Hermann Beham
Hermann Beham (* 27. Januar 1936 in Aßling; † 5. Dezember 2012 in Ebersberg) war ein deutscher Kommunalpolitiker (CSU).

## Werdegang
Der Vater von Hermann Beham war Lehrer in Neuburg an der Donau. Später zog die Familie nach Lorenzenberg im Landkreis Ebersberg. Hier war Behams Mutter Gemeindeschreiberin, während er in Schäftlarn das Gymnasium besuchte.
Beham war von 1962 bis 1968 Kreisjugendring-Vorsitzender. Dann ging er zum Bayerischen Kultusministerium und wurde schließlich Regierungsdirektor.
1966 trat er in die CSU ein, scheiterte aber bei der Wahl für das Bürgermeisteramt von Grafing bei München. Im gleichen Jahr wurde er in den Kreistag des Landkreises Ebersberg gewählt, dem er bis 1978 angehörte. Von 1972 bis 1978 war er Stellvertretender Landrat.
Beruflich war Beham dann von 1971 bis 1978 als wissenschaftlicher Mitarbeiter und Geschäftsführer der CSU-Fraktion im Bayerischen Landtag tätig.
1978 folgte Beham Remigius Streibl, der aus Altersgründen sein Amt als Landrat abgeben musste. Beham erhielt bei seiner ersten Wahl 66,9 %, sein Gegenkandidat Friedhelm Haenisch (SPD) erhielt 25,5 %, Max Kraft von der FDP 5,1 % und Michael Prötzl von der KPD  0,7 %.
Beham blieb bis 1994 Landrat von Ebersberg, bis er aus gesundheitlichen Gründen in den Ruhestand ging. Ihm folgte Hans Vollhardt.